# Nicolás Rey y Redondo

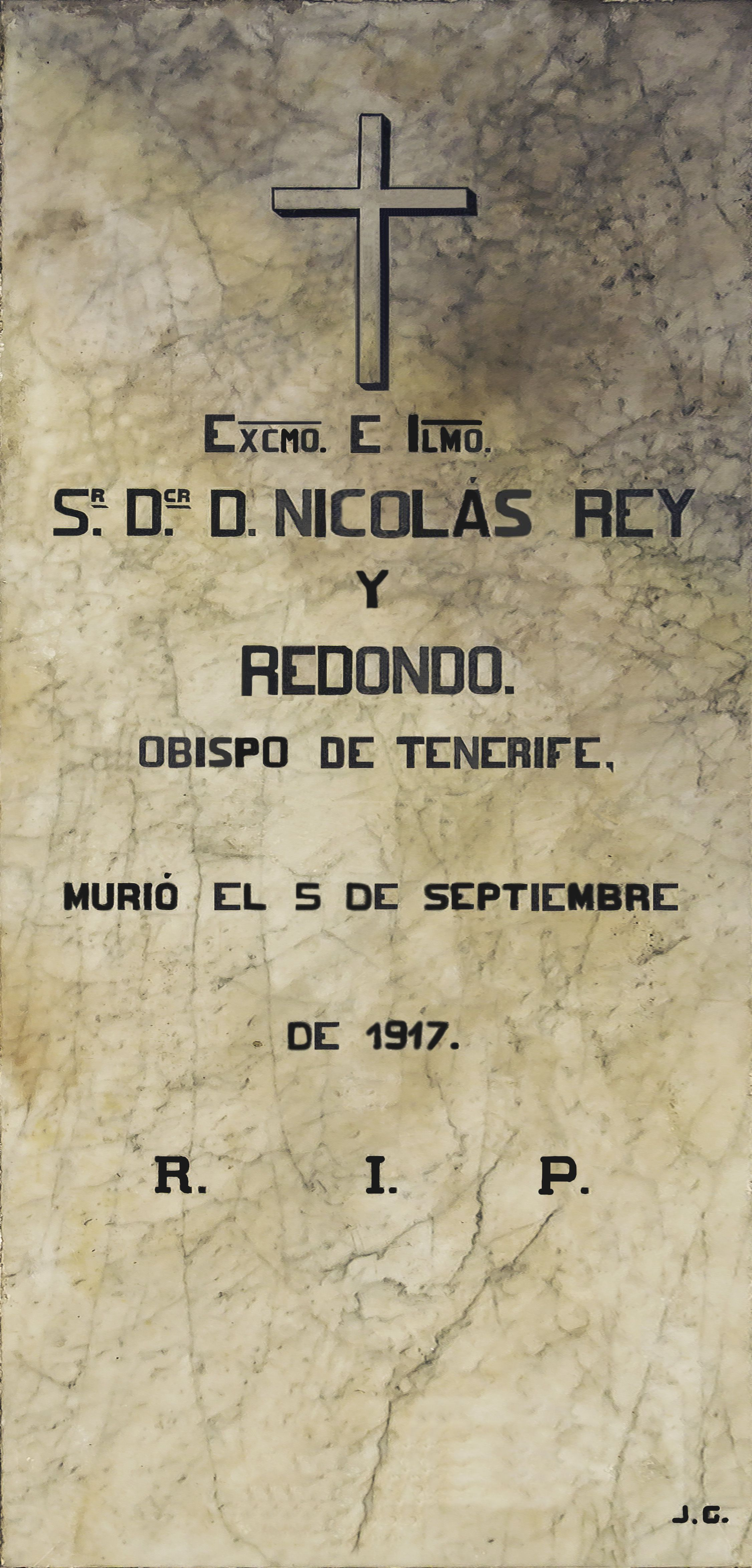
Tomba di Nicolás Rey Redondo nella Cattedrale di La Laguna.

Nicolás Rey y Redondo (Burgos, 1º febbraio 1834 – San Cristóbal de La Laguna, 5 settembre 1917) è stato un vescovo cattolico spagnolo.

## Biografia
Fu nominato vescovo della diocesi di San Cristóbal de La Laguna con il decreto regio del 5 febbraio 1894 firmato dalla regina di Spagna Vittoria Eugenia di Battenberg; la sua nomina a vescovo di San Cristóbal de La Laguna fu confermata da papa Leone XIII il 21 maggio dello stesso anno. Ricevette la consacrazione episcopale l'8 settembre mentre il 9 novembre fece ingresso nella diocesi.
Fu il promotore della costruzione della nuova Cattedrale de La Laguna, consacrata il 6 settembre 1913. Durante il suo episcopato ordinò 44 presbiteri diocesani.
Morì a San Cristóbal de La Laguna il 5 settembre 1917 e fu sepolto nella cappella dell'Immacolata Concezione della Cattedrale de La Laguna.

## Genealogia episcopale
La genealogia episcopale è:
- Cardinale Scipione Rebiba
- Cardinale Giulio Antonio Santori
- Cardinale Girolamo Bernerio, O.P.
- Arcivescovo Galeazzo Sanvitale
- Cardinale Ludovico Ludovisi
- Cardinale Luigi Caetani
- Cardinale Ulderico Carpegna
- Cardinale Paluzzo Paluzzi Altieri degli Albertoni
- Papa Benedetto XIII
- Papa Benedetto XIV
- Cardinale Enrique Enríquez
- Arcivescovo Manuel Quintano Bonifaz
- Cardinale Buenaventura Córdoba Espinosa de la Cerda
- Cardinale Giuseppe Maria Doria Pamphilj
- Papa Pio VIII
- Papa Pio IX
- Cardinale Raffaele Monaco La Valletta
- Cardinale Serafino Cretoni
- Vescovo Nicolás Rey y Redondo